# 利托
利托（法語：Litteau，法語發音：[lito] ⓘ）是法国卡尔瓦多斯省的一个市镇，属于巴约区。

## 地理
利托（49°9'11"N, 0°54'13"W）面积6.94 平方千米，位于法国诺曼底大区卡爾瓦多斯省，该省份为法国西北部沿海省份，北濒大西洋英吉利海峡，东北与滨海塞纳省以海上边界相接，东临厄尔省，南至奧恩省，西与芒什省接壤。
与利托接壤的市镇（或旧市镇、城区）包括：拉巴佐克、蒙菲凯、贝里尼。

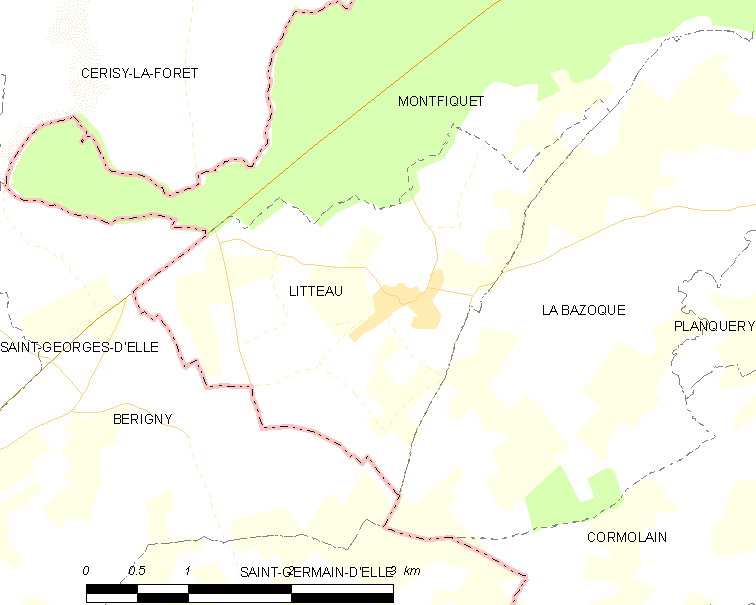
利托的OSM定位图

利托的时区为UTC+01:00、UTC+02:00（夏令时）。

## 行政
利托的邮政编码为14490，INSEE市镇编码为14369。

## 政治
利托所属的省级选区为特雷维耶尔县。

## 人口

1962-2008年间利托人口变化图示

利托于2022年1月1日时的人口数量为276人。